# 松平乗命
松平 乗命（まつだいら のりとし、1848年7月13日〈嘉永元年6月13日〉 - 1905年〈明治38年〉11月16日）は、江戸時代後期の大名。美濃国岩村藩第8代（最後）の藩主。乗政流大給松平家8代。官位は従五位下・能登守。維新後子爵。

## 大政奉還以前
旧暦嘉永元年6月13日（1848年）、先代藩主松平乗喬の次男として生まれる。
安政2年9月（1855年）、父の死去により8歳で家督を嗣ぎ岩村藩主に。
万延元年12月（1861年）、従五位下に叙位され、能登守となる。
元治元年7月（1864年）、大坂加番に任じられる（慶応元年8月迄）。
慶応2年（1866年）、第二次長州征伐の命を受け8月に大坂城に入るも、同月末に将軍家茂死去。
慶応3年8月（1867年）に奏者番、11月に陸軍奉行に任じられる。しかし、慶応4年2月（1868年）には幕府の要職にありながら、新政府に恭順した。

## 大政奉還以後
慶応3年10月14日（1867年11月9日）の将軍徳川慶喜の大政奉還により、朝廷は、まず10万石以上の諸侯を京都へ召集、21日には1万石以上の大名にも上洛すべき旨を達した。
当時岩村藩主松平乗命は江戸在府中で、江戸家老の澤井市郎兵衛が佐幕党の幹部であったため「主家は徳川家の譜代、藩祖以来の縁故を顧みれば、徳川家と存亡を共にする外情義他にみるべきなし」と持論を主張し動かなかった。一方、国許では朝命に従い藩主は上洛すべきであると意見する者も少なくなく、藩論が二分する事態となった。藩の文学者の原田文嶺らは勤王の事に従おうとしたが、藩命によって蟄居を申し付けられ、ついで平尾鍒蔵（下田歌子の実父）も勤王の説を述べて幽閉された。11月21日、岩村藩は謹慎中であった岩松傳藏を京都へ向かわせ、情勢を視察させた。12月20日の岩松の帰藩後、乗政寺にて開かれた藩臣会議において藩論は勤王に定まり、藩主の上洛を促すべく国家老らが江戸へ急行した。佐幕党の幹部であった澤井市郎兵衛とその息子は、藩主の上京を抑止したとの理由で蟄居を命じられ、岩村へ送致されることになったが、その途中の小田原宿で脱走し、脱走士に加わって各地で戦った。
慶応4年1月21日（1868年）、官軍は京都を出発し、江戸へ向かった。1月27日に官軍（東山道鎮撫総督）は沿道の諸藩に朝廷へ従うように布告。岩村藩は丹羽瀬市左衛門が、藩主が徳川慶喜に仕えていたことを陳謝し、免罪を請うた。2月26日に松平乗命は願い出て陸軍奉行を免ぜられ、3月に帰藩、謹慎して処分を俟った。その後、岩村藩兵は官軍の先導役を務め、庚申塚（巣鴨）、忍城、信州及び甲府守備、さらに江戸城警備を担った。
8月6日、松平乗命は上洛のため出発、8月15日に京都へ到着、8月20日に京都御所へ参内し、忠誠を誓った。それにより京都鞍馬口の警衛を命じられ、部署に付いて奉仕した。
明治元年12月（1869年）、駿河国内の岩村藩領5,270石を静岡藩主の徳川家達に渡し、その代わりに美濃国土岐郡内の5,286石6斗4升が岩村藩領になった。明治2年（1869年）、乗命は版籍奉還により岩村知藩事に任じられたが、明治4年（1871年）2月、東京府貫属に命じられ、7月には廃藩置県により知藩事を免官された。
1884年（明治17年）の華族令により子爵に列せられる。
1887年（明治20年）12月、正五位に叙せられる。
1892年（明治25年）7月、従四位に叙せられ、後年、従三位までに陞叙。
1905年（明治38年）11月16日、東京市神田区五軒町の私邸で卒去。神葬が行われた。享年58。

## 主な藩士
家老
- 丹羽瀬市左衛門、澤井市郎兵衛、味岡杢之丞、味岡正秋、黒岩助左衛門

用人
- 飯野三右衛門、岩松藤市、梅村源五右衛門、井野猪右衛門、石寺十左衛門、松岡勝之進、大山傳八郎、黒岩猪太夫

大目付
- 飯岡庄兵衛、大原四郎左衛門、茅野十郎左衛門

郡奉行
- 吉田紋次郎、力丸吉次郎、太田才之進

山水奉行
- 吉見正五郎、西村勝三郎

代官
- 磯貝箕三郎、遠山円右衛門、安田傳次郎